# آسمانی یک‌ساله
آسمانی یک‌ساله (نام علمی:  Anabasis annua) نام یک گونه از سرده آسمانی است. جنس یا سردهٔ آسمانی در ایران ۸ گونه گیاه علفی یک ساله و چند ساله دارد. آسمانی یک‌ساله یکی از ۸ گونهٔ موجود در ایران است.